# لورانس بريدغز
لورانس بريدغز (بالإنجليزية: Lawrence Bridges)‏ هو صانع أفلام أمريكي، ولد في 31 ديسمبر 1948 في بربانك في الولايات المتحدة.

## روابط خارجية
- لورانس بريدغز على موقع IMDb (الإنجليزية)
- لورانس بريدغز على موقع قاعدة بيانات الفيلم (الإنجليزية)